# Formula di Friis
Con l'espressione formula di Friis vengono chiamate entrambe le formule utilizzate in ingegneria delle telecomunicazioni per calcolare il rapporto segnale/rumore di un amplificatore multistadio. Una delle due serve a calcolare il fattore di rumore, mentre l'altra la temperatura equivalente di rumore. Vengono chiamate così in onore dell'ingegnere elettrico Harald T. Friis.

## Cifra di rumore
Tale formula viene utilizzata per calcolare il fattore di rumore totale di una cascata di stadi di amplificazione (assumendo che le impedenze di ingresso e uscita siano adattate per ogni stadio), ciascuno dei quali con un proprio fattore di rumore e guadagno. Il fattore di rumore totale può essere successivamente utilizzato per calcolare la cifra di rumore totale (esprimendolo in dB).
La formula è la seguente:
{\displaystyle F_{tot}=F_{1}+{\frac {F_{2}-1}{G_{1}}}+{\frac {F_{3}-1}{G_{1}G_{2}}}+{\frac {F_{4}-1}{G_{1}G_{2}G_{3}}}+...+{\frac {F_{n}-1}{G_{1}G_{2}...G_{n-1}}}=F_{1}+\sum _{k=2}^{n}{\frac {F_{k}-1}{\prod _{i=1}^{k-1}G_{i}}}}
dove {\displaystyle F_{n}} e {\displaystyle G_{n}} sono il fattore di rumore e il guadagno di potenza, rispettivamente, dell'n-simo stadio.
Un'importante conseguenza dei questa formula è che la cifra di rumore complessiva di un radio-ricevitore dipende principalmente dal fattore di rumore del primo stadio di amplificazione. Gli stadi successivi avranno un effetto relativamente minore sull'SNR. Per questo motivo, il primo stadio di amplificazione è spesso chiamato amplificatore a basso rumore. Per mettere in evidenza l'importanza del fattore di rumore del primo stadio di amplificazione, la formula può essere scritta nel modo seguente:
{\displaystyle F_{ricevitore}=F_{LNA}+{\frac {(F_{restanti}-1)}{G_{LNA}}}}
dove LNA sta per "low-noise amplifier" (amplificatore a basso rumore).

## Temperatura di rumore
La formula di Friis può essere espressa in maniera equivalente per calcolare la temperatura di rumore:
{\displaystyle T_{total}=T_{1}+{\frac {T_{2}}{G_{1}}}+{\frac {T_{3}}{G_{1}G_{2}}}+...=T_{1}+\sum _{k=2}^{n}{\frac {T_{k}}{\prod _{i=1}^{k-1}G_{i}}}}